# Cystobranchus mammillatus
Cystobranchus mammillatus — вид п'явок роду Cystobranchus з підродини Piscicolinae родини Риб'ячі п'явки. Інша назва «налимова п'явка».

## Опис
Загальна довжина представників цього роду сягає 2 см. Має 2 пари очей, які редуковані. Тулуб кремезний, стрункий, що складається з 3 сомітів, кожен з яких має 7 кілець. Передня та задня частини тіла помітно розділені. Задня присоска дуже велика кулястої форми, спрямована донизу. Передня присоска невеличка.
Звбарвлення сірувато-коричневе з дрібніми цятками.

## Спосіб життя
зустрічається у великих річках, в літній період може заходити разом із рибою до озер, але в зимовий період там відсутня. Є ектопаразитом, що живиться кров'ю риб, передусім налима. Присмоктується до зябер. На одній рибі одночасно може перебувати до 20-40 цих п'явок. Найбільша активність Cystobranchus mammillatus припадає на квітень-червень. Переважно перебуває на рибі під час нересту. Здатна переносити високі температури, але поза «господарем».

## Розповсюдження
Є субарктичним видом, що поширений на півночі Швеції, Російської Федерації (в річках Лєна, Єнисей, озері Байкал), Алясці (США), північному заході Канади.